# Резников, Лев Моисеевич

Бюст в Кемерове

Лев Моисе́евич Ре́зников (24 августа 1918, Омельник, Кременчугский район — 11 марта 1991, Кемерово) — советский промышленный деятель, организатор и первый руководитель (1964—1984) предприятия «Кузбассразрезуголь» (позже называлось «Кемеровоуголь»).

## Биография
Родился 24 августа 1918 года в селе Омельник, ныне Кременчугского района Полтавской области Украины, в еврейской семье.
После окончания средней школы работал чертежником. Через год стал студентом рабфака, а ещё через год поступил на горный факультет Донецкого индустриального института. Во время Великой Отечественной войны, в 1942 году, институт был эвакуирован в город Прокопьевск Кемеровской области. Был призван в армию, успел повоевать, но был отозван из рядов Красной армии для работы в тылу. По окончании института Лев Резников работал на шахте имени Калинина сначала помощником начальника участка вентиляции, затем — начальником этого участка и позже — заместителем главного инженера.
В 1947 году Л. М. Резников был главным инженером шахты «Редаково-Северная»; в 1949 году — начальником шахты имени Димитрова в Новокузнецке; в 1951 году — начальником шахты «Абашевская»; с 1954 года руководил крупнейшей шахтой Кузбасса — «Капитальная-1». В 1960 году он стал заместителем главного инженера комбината «Кузбассуголь», а с 1961 года — управляющим трестом «Киселевскуголь». Когда в 1964 году был образован комбинат «Кузбасскарьеруголь», Резников был назначен его руководителем. В 1975 году комбинат был преобразован в производственное объединение «Кемеровоуголь», Резников назначен его генеральным директором, и в этой должности работал до декабря 1984 года. После ухода из объединения возглавил Кузнецкий филиал Научно-исследовательского института эффективности и безопасности горного производства, а в 1989 году вышел на заслуженный отдых.
Умер 11 марта 1991 года. Двое из трёх сыновей, Анатолий и Евгений, также посвятили карьеру угледобыче.
В Кемерово Льву Моисеевичу Резникову установлен памятник и мемориальная доска. Также в его честь назван городской парк.

## Награды
- 2 ордена Ленина (1966 и 1981),
- орден Октябрьской Революции (1971),
- 2 ордена Трудового Красного Знамени (1957 и 1976),
- медаль «За доблестный труд в Великой Отечественной войне 1941—1945 гг.» (1945),
- медаль «За трудовое отличие» (1954)
- Медаль «В ознаменование 100-летия со дня рождения Владимира Ильича Ленина» (1970).
- Знак «Шахтёрская слава» трёх степеней
- медаль «За особый вклад в развитие Кузбасса» I степени (посмертно).
- Государственная премия СССР (1984).